# 2018年冬季帕拉林匹克運動會開幕式
2018年冬季残奥会開幕式將在2018年3月9日於平昌奧林匹克體育場舉行，於20：00KST開始。

## 場館
開幕式場館平昌奧林匹克體育場比賽而建造。它將容納35,000人。奧運會或殘奧會不會在那裡舉行。它只會用於開幕式和閉幕式。

## 頌歌
- TBA - 南韓國歌
- Instrumental - 帕拉林匹克會歌